# Стів Файнберг
Стівен Ендрю Файнберг (нар. 29 березня 1960, Нью-Йорк, Нью-Йорк, США) — американський бізнесмен й інвестор, який займається управлінням гедж-фондами і приватними капіталовкладеннями, 36-й посаду заступника міністра оборони США. Співзасновник і головний виконавчий директор Cerberus Capital Management. Станом на липень 2024 року його статки становили 4,8 мільярда доларів США. 2017 року Cerberus володіла DynCorp, важливим підрядником національної безпеки уряду США, стягуючи мільярди за навчання військових і поліціянтів за кордоном. 11 травня 2018 року президент Дональд Трамп призначив Файнберга головою Консультативної ради з розвідки президента США.

## Молодість й освіта
Народився в єврейській родині і виріс у Бронксі, Нью-Йорк. Коли йому було вісім років, сім'я переїхала до Спрінг-Веллі, штат Нью-Йорк, передмістя Нью-Йорка. Батько був продавцем сталі. 1982 року здобув ступінь бакалавра політики в Принстонському університеті працюючи над темою «Політика проституції та легалізація наркотиків». Під час навчання в університеті був капітаном команди з тенісу та приєднався до Корпусу підготовки офіцерів запасу.

## Кар'єра
1982 року влаштувався трейдером у Drexel Burnham, а потім у Gruntal&Co.
1992 року став співзасновником Cerberus Capital Management разом з Вільямом Л. Ріхтером, маючи 10 мільйонів доларів під управлінням його актив зросли до понад 60 мільярдів доларів станом на 2024 рік. 1999 року фірма найняла колишнього віцепрезидента Дена Квейла на посаду голови Cerberus Global Investmen. 2006 року фірма найняла колишнього міністра фінансів США Джона Сноу, який очолював Cerberus.
У травні 2011 року заявив, що, на його думку, цінні папери, забезпечені житловою іпотекою, можуть представляти «реальну можливість для продовження інвестицій протягом досить тривалого проміжку часу» і що є можливості для купівлі активів у європейських банків.
Файнберг висловився про свою зарплату і зарплату інших керівників приватного капіталу: «Загалом, я думаю, що всім нам платять занадто багато у цьому бізнесі. Навіть соромно». Зазначив у коментарях 2011 року, що менші розміри фондів прямих інвестицій можуть бути кращими для прибутку інвестора: «Якщо ваша мета — максимізувати прибуток, а не активи під управлінням, я думаю, що ви можете бути найбільш ефективними з інфраструктурою великої компанії та трохи меншим розміром фонду».
«Нью-Йорк таймс» назвала Фейнберга «таємничим». 2007 року він сказав акціонерам Cerberus: «Якщо хтось з Cerberus надасть його фотографію газеті або фотографію його квартири, ми зробимо більше, ніж просто звільнимо цю людину. Ми вб'ємо її. Тюремне ув'язнення того варте».

## Політична заангажованість
Головний республіканський донор. 2016 року працював в Економічній консультативній раді Трампа під час президентської кампанії Дональда Трампа, і пожертвував майже 1,5 мільйона доларів протрампівським комітетам політичних дій і був одним з організаторів благодійної вечері зі збору коштів Національного комітету Республіканської партії та Трампа на суму 50 000 доларів на людину. У лютому 2017 року газета «Нью-Йорк таймс» повідомила, що президент Трамп призначив Файнберга на роль у Білому домі перевіряти розвідувальні служби США.
11 травня 2018 року президент Дональд Трамп призначив Файнберга головою Консультативної ради з розвідки президента США.
Зі своєю дружиною вніс 715 600 доларів на президентську кампанію Дональда Трампа 2020 року.
Член Ділової ради у Вашингтоні асоціації головних виконавчих директорів низки компаній, які збираються кілька разів на рік для обговорення політики на високому рівні.

### Заступник міністра оборони США
За повідомленням «Вашингтон пост», у грудні 2024 року майбутній президент Дональд Трамп запропонував кандидатуру Файнберга на посаду заступника міністра оборони. Трамп підтвердив заяву 22 грудня.
Станом на 19 лютого кілька сенаторів-демократів, зокрема Елізабет Воррен, висловили стурбованість його минулим досвідом і можливим конфліктом інтересів між його компанією Cerberus Capital Management і Міністерством оборони США.
25 лютого 2025 року відмовився повідомити, чи вторглася Росія в Україну під тиском сенаторів, начебто ставши на бік поглядів Росії щодо війни в Україні.
14 березня 2025 року його кандидатура була затверджена 59 голосами проти 40. Він був приведений до присяги на Заступник міністра оборони США 17 березня 2025 року.

## Особисте життя
2004 року заробив 50 мільйонів доларів. Проводить час у своїх будинках на Верхньому Іст-Сайді Мангеттену й у Гринвічі, штат Коннектикут, зі своєю дружиною Гізелою (уроджена Санчес).